# Eriococcus onukii
Eriococcus onukii är en insektsart som beskrevs av Kuwana 1902. Eriococcus onukii ingår i släktet Eriococcus och familjen filtsköldlöss. Inga underarter finns listade i Catalogue of Life.